# Bistum Fréjus-Toulon
Das in Frankreich gelegene Bistum Fréjus-Toulon (lateinisch Dioecesis Foroiuliensis-Tolonensis, französisch Diocèse de Frejus-Toulon) mit Sitz in Toulon wurde als Bistum Fréjus bereits in der 2. Hälfte des 4. Jahrhunderts begründet, fiel jedoch der Säkularisation zum Opfer. Nach seiner Aufhebung wurde es am 6. Oktober 1822 erneut errichtet, wobei sein Gebiet aus dem Bistum Avignon herausgelöst wurde. Dem Erzbistum Aix als Suffraganbistum unterstehend, kam es mit der Diözesenreform am 16. Dezember 2002 als Suffraganbistum an das Erzbistum Marseille. Bischofssitz und Standort der Kathedrale ist Toulon.
Am 28. April 1957 änderte es seinen Namen von Fréjus auf Fréjus-Toulon und belebte damit den Namen des mit der Französischen Revolution untergegangenen Bistums Toulon.

## Territoriale Entwicklung seit 1790
1790 wurden die alten Bistümer Fréjus, Toulon, Grasse und Vence (bereichert um einige Gemeinden aus den Bistümern Aix, Marseille und Riez) zum Bistum Var zusammengefasst. 1801 wurde dieses Bistum Var zusammen mit den Bistümern Aix, Marseille und Arles zum Bistum Aix zusammengefasst. Ab 1822 umfasste das wiederhergestellte Bistum Fréjus das gesamte damalige Département Var (einschließlich des früheren Bistums Toulon und des Arrondissements Grasse; Ostgrenze war der Fluss Var). Nachdem 1860 das Département Var zugunsten des neu geschaffenen Départements Alpes-Maritimes um das Arrondissement Grasse verkleinert worden war (sodass seither der Fluss Var außerhalb des Départements Var fließt), wurde 1886 auch das kirchliche Territorium dieser Situation angeglichen. Das Arrondissement Grasse gehört seitdem zum Bistum Nizza. Die vor Cannes gelegene Abtei Lérins gehört zum Bistum Fréjus-Toulon.

## Jüngere Geschichte
Bischof Rey weihte sein Bistum der Jungfrau Maria (18. Mai 2008), dem Heiligen Josef (17. März 2012) und dem Heiligsten Herzen Jesu (26. Juni 2016). Das Bistum unterhält zudem seit dem 13. November 2015 eine Partnerschaft mit der Erzeparchie Homs in Syrien.
Im Juni 2022 wurde Rey seitens der vatikanischen Behörden schriftlich aufgefordert, eine geplante Weihe von vier Priestern und sechs Diakonen auszusetzen. Bereits mehrfach wurde Rey in den vergangenen Jahren ermahnt, die von ihm ausgeübte Weihepraxis zu überdenken. Das von Rey geleitete Bistum Fréjus-Toulon hat überaus hohe Zahlen der Diakon- und Priesterweihen. Kritisiert wird Rey für seinen Umgang mit geistlichen Gemeinschaften, die im Verdacht stünden, sektenähnliche Züge zu haben oder Missbrauch zu begünstigen, und der Weihe zahlreicher Kandidaten aus dem Ausland, in mehreren Fällen trotz ausdrücklicher Warnungen aus seinem Umfeld. Rey zählt zum Flügel derjenigen Priester, die die Liturgie nach dem Missale Romanum von 1962 feiern.  Am 21. November 2023 ernannte Papst Franziskus François Touvet, bislang Bischof von Châlons zum Koadjutor.